# Hilary Caldwell
Hilary Caldwell (ur. 13 marca 1991 w London) – kanadyjska pływaczka, specjalizująca się w stylu grzbietowym, brązowa medalistka igrzysk olimpijskich i mistrzostw świata.

## Kariera pływacka
Wystartowała na igrzyskach olimpijskich w Londynie (2012) na 200 metrów stylem grzbietowym, gdzie była osiemnasta z czasem 2:10,75.
Rok później zdobyła brązowy medal mistrzostw świata w Barcelonie w tej samej konkurencji.
Na Igrzyskach Wspólnoty Narodów w 2014 roku wywalczyła brąz na dystansie 200 m stylem grzbietowym.
Podczas mistrzostw świata w Kazaniu z czasem 2:08,66 zajęła siódme miejsce w konkurencji 200 m grzbietem. Na dystansie 100 m stylem grzbietowym uzyskała czas 1:00,31 min i nie zakwalifikowała się do finału, ostatecznie plasując się na 12. miejscu.
W trakcie igrzysk olimpijskich w Rio de Janeiro zdobyła brązowy medal na 200 m stylem grzbietowym po przepłynięciu tego dystansu w czasie 2:07,54.